# Kosfeld
Kosfeld (också Kosfeldt, Coesfeld, Cosfeldia, Koesfeld, Koosfeld, Kosfel, Cossfelt, och Korsfeldt) är ett namn på en svensk medeltida frälseätt som sannolikt härstammar den tyska adelsätten Kosfeld från Coesfeld i Westfalen, där den har vapengemenskap med Weischede med flera ätter, som alla för tre musselskal i vapnet. Ätten som i genealogiska utredningar också har kallats Hannus Kosfeldts ätt eller Hannus Kosfels ätt, utdog (i Sverige) innan Sveriges Riddarhus grundades 1625, varför den aldrig introducerades där som adelsätt.
Vapen: tre musselskal vända uppåt, 2 över 1. tinktur okänd.
Vapnet har tidigare av Peder Månsson Utter (1566-1623) i (Collectanea genealogica) tolkat som "3 björneramar" och av Jan Raneke i Svenska Medeltidsvapen som "tre avhuggna(?) vänsterhänder", men enligt Kaj Janzon var det fråga om tre uppåtvända musselskal, och Utters felaktiga tolkning bygger sannolikt på ett sämre bevarat original.
Redan 17 oktober 1324 omnämns en "Marquart von Koeafeld" ("Marquart von Cusuelde"), borgare i Lübeck

## Ättmedlemmar
1. Hannes (Hans) Kosfeld (1409-1451), borgare i Vadstena eller Skänninge.[1] Gift med Botilda Sunesdotter, dotter till Sune Hemmingsson.
  1. Sone (Sune) Hansson Pampe, född cirka 1420, död cirka 1500 i Översätter, Risinge socken, tidigare i  Finspånga läns härad, idag i Finspångs kommun. Väpnare och nämndeman vid lagmanstinget i Ringstad. Sone för i sitt vapen tre musselskal uppåtvända, se Janzon (2002). Enligt Janzon förde Sune dessutom först sitt mödernevapen och senare i livet sitt fädernevapen. Gift med Cecilia Ingemundsdotter (Svepnäsätten), dotter till Ingemund Ingevaldsson i Svepnäs (Svepnäsätten).
    1. Torsten Sonesson, präst, beseglar 1454 en handling med sitt sigill, med tre musselskal.[5]
    2. Kristin Sonadotter eller Pampesdotter, gift senast 1435 med Johan Fredebern (kallas i källor också Hans djäken samt 1449 också för Hans Skrivare [6]). Kristina gifter efter Johans död om sig med Ulf Torstensson (Skiringeätten).
    3. Hans Sonesson, född cirka 1450 i Översätter, Risinge, väpnare. 1517 pantsatte han i Översätter samma gård till väpnaren och häradshövdingen Peder Knutsson (Soop) på Malmö i Kvillinge för 15 mark danska. Gift med Karin Svensdotter, född cirka 1460 i Gnestad, Kuddby, och enligt Biskop Hans Brasks släktbok dotter till Sven Nilsson från Gnestad, Kuddby och Ingeborg Nilsdotter (två bjälkar) från Häradstorp, Risinge, dotter till väpnare Nils Folkesson i Häradstorp Risinge. Nils var son till väpnaren Folke Nilsson två Bjälkar i Häradstorp Risinge och hans hustru Ingeborg Gunnarsdotter.
      1. Johan Hansson, nämnd 1544, 1551 och 1560.
        1. Hans Jonsson. Inför Brobo häradsrätt den 19/8 1587 gav Hans Jonsson sig till känna och medgav att dennes farfar Hans Sonesson hade pantsatt Översätter till Peder Knutsson.[7]